# Conseil International du Sport Militaire

Logo des CISM

Der Conseil International du Sport Militaire (CISM) ist der weltweite Militärsport-Verband. Ein Ziel des Verbandes ist es, die Entwicklung des internationalen Militärsportes auf breiter Basis voranzutreiben. Gegründet wurde er am 18. Februar 1948 im französischen Nizza. Die ersten fünf Gründungsländer waren Belgien, Dänemark, Frankreich, Luxemburg und die Niederlande. Der CISM hat heute 140 Mitgliedsländer. Sitz des Sportverbandes ist die belgische Hauptstadt Brüssel.
Als weltweite Sportorganisation verantwortet er die Durchführung der Militär-Weltmeisterschaften, sog. CISM-Weltmeisterschaften, in verschiedenen Sportarten. Ein Jahr nach seiner Gründung übernahm er die Ausrichtung der Fußball-Militärweltmeisterschaften. Die Teilnahme der Sportarten orientiert sich im Wesentlichen an die klassischen Disziplinen des olympischen Programms. Außerdem pflegt der CISM den Militärischen Fünfkampf.
Die CISM-Militärweltmeisterschaften werden jährlich in den jeweiligen Disziplinen ausgetragen, wobei nur aktive Sportsoldaten für ihr jeweiliges Land startberechtigt sind. Das Motto des CISM ist „Friendship through Sport“ (englisch für „Freundschaft durch Sport“).
Seit 1995 organisiert der Conseil International du Sport Militaire alle vier Jahre die Militärweltspiele im Sommer, seit 2010 gibt es auch Winterspiele. Diese Großveranstaltung wird nach den Regeln des IOC unter den Soldaten ausgetragen. Von Beginn an nahmen an den Weltspielen mehr Sportler teil als an den entsprechenden Olympischen Spielen.

## Militärsport in Deutschland
Deutschland ist seit 1959 Mitglied im CISM und nimmt seitdem regelmäßig mit Bundeswehr-Auswahlmannschaften in unterschiedlichen Sportarten an Militär-Weltmeisterschaften teil und richtet Militärweltmeisterschaften aus. Anlässlich des 50. Jubiläums fanden im September 2009 die Weltmeisterschaften im militärischen Fünfkampf an der Universität der Bundeswehr in München statt. 2010 kämpften die Schwimmer und Rettungsschwimmer in Warendorf an der Sportschule der Bundeswehr um Medaillen und 2011 waren die Worldgames in Rio de Janeiro das herausragende CISM-Ereignis.
Zuständig für die Berichterstattung aller im Militärsport durchgeführten Veranstaltungen und erbrachten Leistungen ist das Presse- und Informationszentrum der Streitkräftebasis (PIZ SKB) im Kommando Streitkräftebasis.

## Militärsport in Österreich
Das Bundesheer ist seit dem Jahr 1958 Mitglied beim CISM und beschickt ebenfalls in verschiedenen Sportarten die Meisterschaften des CISM.
Der Leistungssport wird beim Heer über verschiedene Kanäle unterstützt. Solche sind:
- der ÖHSV mit ca. 100 einzelnen Vereinen und 400 Sektionen
- das Heeressportzentrum
- der Heeres-Sportwissenschaftliche Dienst

Seit 1998 sind auch Frauen im Bundesheer als Sportlerinnen organisiert.